# Villa Gera (Parè)
Villa Gera è una villa veneta di Conegliano, situata in località Parè, presso la zona industriale Campidui.

## Storia

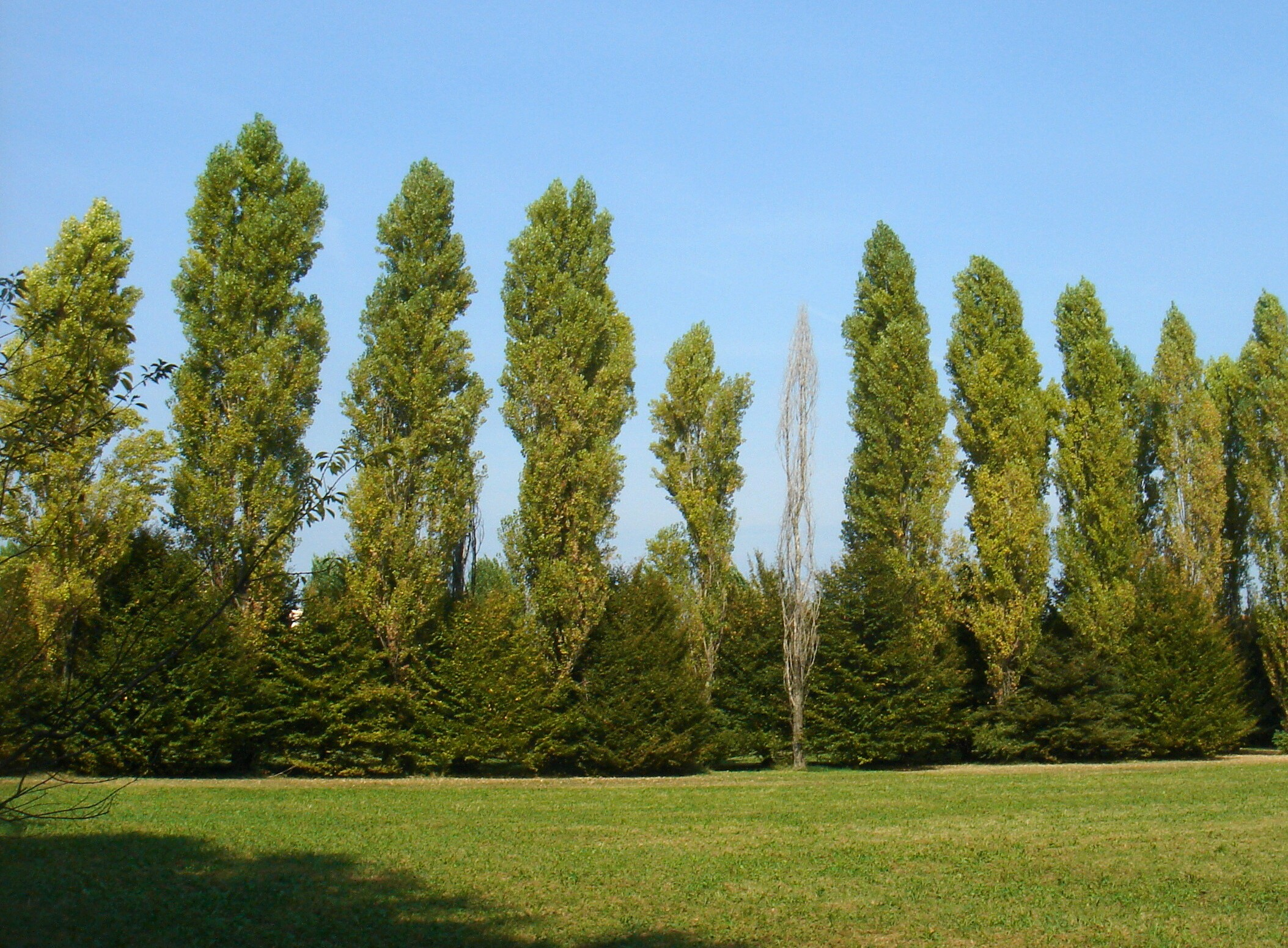
Veduta del parco (verso la SS13 Pontebbana)

Villa Gera, dimora della famiglia nobile locale dei Gera, fu edificata nel XVIII secolo, all'interno di una vasta area agricola posta tra Conegliano e Susegana, tagliata a sud dal torrente Crevada.
Analogamente a quanto accaduto a Villa Liccer di Castello Roganzuolo, nel secondo XX secolo le sorti della villa di Campidui cambiarono: l'area urbana di Parè andò crescendo a ovest del parco, dove passa anche la Strada statale 13 Pontebbana, che qui ha uno svincolo per la zona industriale di Campidui, che occupa la vasta superficie sud-est del parco e della campagna. Alcuni capannoni furono edificati in continuità con gli annessi della villa stessa.
Malgrado l'assetto territoriale circostante sia stato completamente alterato, la villa, in buone condizioni, conserva bene le sue linee e la parte più intima del parco.

## Descrizione
Imponente costruzione nascosta da un parco con alberi secolari, il complesso di Villa Gera consta di un edificio padronale, di due barchesse e di numerosi annessi, alcuni in buona conservazione, altri rimaneggiati.
L'edificio padronale, disposto su tre livelli, ha le forme tipiche delle ville sei-settecentesche, con la parte centrale rialzata e timpanata; la forometria consta di numerose monofore rettangolari organizzate simmetricamente, in funzione delle grandi monofore a tutto sesto centrali e, al piano terra, del portale d'ingresso.
Due ali di due piani si collegano ai lati della facciata e ad esse sono adiacenti le barchesse, caratterizzate dai tradizionali arconi a tutto sesto.
Nel giardino antistante è conservata anche una peschiera, decorata con statue.
Gli altri annessi della villa sono collegati alla barchessa di sinistra o autonomi; le loro forme sono quelle dell'architettura rurale tipica del coneglianese.